# Osamu Yamaji
Osamu Yamaji (født 31. august 1929, død 26. januar 2021) var en japansk fodboldspiller.

## Japans fodboldlandshold
| Japans landshold | Japans landshold | Japans landshold |
| År               | Kmp              | Mål              |
| ---------------- | ---------------- | ---------------- |
| 1954             | 1                | 0                |
| Total            | 1                | 0                |